# 遠山枝里子
遠山 枝里子（とおやま えりこ）は、日本の女性声優。主にアダルトゲームに声をあてている。

## 出演

### アダルトゲーム
2006年
- 青空がっこのせんせい君。（キルシュブリテ）
- 遥かに仰ぎ、麗しの（鷹月殿子）

2007年
- Bullet Butlers（カウラ・ロイ・ラガスティア、コゼット・レングランス）

2008年
- さかあがりハリケーン LET'S PILE UP OUR SCHOOL!!（深咲涼）[1]
- クロノベルト（コゼット・レングランス）

2009年
- 輝光翼戦記 天空のユミナ（2009年 - 2010年、御木津藍[2]） - 2作品
- スパイラルハリケーン（深咲涼）
- しろくまベルスターズ♪（七瀬透）

2010年
- 恋色空模様（2010年 - 2011年、加納佳代子） - 2作品

2011年
- 輝光翼戦記 銀の刻のコロナ（2011年 - 2013年、御木津藍[3][4]） - 2作品

### 一般ゲーム
- さかあがりハリケーン Portable（2011年、深咲涼）
- しろくまベルスターズ♪ ハッピーホリデーズ！（2012年、七瀬透）

### ドラマCD
- ハリケーン、後の祭（2009年、深咲涼）

## ディスコグラフィ

### キャラクターソング
| 発売日        | 商品名                                                     | 歌                     | 楽曲                                              | 備考                                      |
| ------------- | ---------------------------------------------------------- | ---------------------- | ------------------------------------------------- | ----------------------------------------- |
| 2007年5月23日 | PULLTOP VOCAL COLLECTION「うたのかんづめ」                 | 鷹月殿子（遠山枝里子） | 「風のRhythm〜Tonoko ver〜」                      | PCゲーム『遥かに仰ぎ、麗しの』関連曲      |
| 2009年8月14日 | 輝光翼戦記 天空のユミナ フルボーカルアルバム「僕達の物語」 | 御木津藍（遠山枝里子） | 「ワープ・アウト・ラブ！」 「君と歩く、風が笑う」 | PCゲーム『輝光翼戦記 天空のユミナ』挿入歌 |